# Annika Berg
Annika Berg (født 1987) er en dansk filminstruktør.

## Filmografi
- Team Hurricane (2017)
- SIA (2015)
- Mikro (2015)